# Cordelia (måne)
Cordelia er en af planeten Uranus' måner: Den blev opdaget den 20. januar 1986 ved hjælp af billeder fra rumsonden Voyager 2, og fik lige efter opdagelsen den midlertidige betegnelse S/1986 U 7. Senere har den Internationale Astronomiske Union vedtaget at opkalde den efter datteren Cordelia fra legenden om Kong Lear. Cordelia kendes desuden også under betegnelsen Uranus VI (VI er romertallet for 6).
Cordelia fungerer som den "indvendige" hyrdemåne for den såkaldte epsilon-ring i Uranus' system af planetringe. Månen ligger så tæt på Uranus, at den fuldfører et omløb omkring planeten hurtigere end planeten når at dreje sig om sig selv: Konsekvensen af dette er, at tidevandskræfterne tvinger Cordelia til at kredse gradvist tættere og tættere på Uranus, indtil den engang i fremtiden falder ned i Uranus-atmosfæren.